# Jevgenij (Rešetnikov)
Jevgenij (rodným jménem: Valerij Germanovič Rešetnikov; * 9. října 1957, Majakovskij) je kazašský duchovní Ruské pravoslavné církve, metropolita Tallinu a celého Estonska a nejvyšší představitel Estonské pravoslavné církve Moskevského patriarchátu.

## Život
Narodil se 9. října 1957 v kazachstánské osadě Majakovskij. V mládí žil v Kirově. Po ukočení střední školy nastoupil na Kirovské stavební škole. Roku 1977 nastoupil do řad Sovětské armády, zde sloužil dva roky.
Po demobilizaci pracoval ve Vjatské eparchiální správě a současně sloužil jako hypodiakon biskupa vjatského a slobodského Chrisanfa. Začal studovat v Moskevsévském duchovním semináři a poté na Moskevské duchovní akademii. Jako kandidát bohosloví napsal disertační práci na téma: Pastýřství v ruské církvi v 10.-13. století. Dne 27. července 1986 byl postřižen na monacha se jménem Jevgenij, 3. srpna byl vysvěcen na hierodiakona a 28. srpna na hieromonacha.
V březnu 1988 byl povýšen na igumena. Dne 1. ledna 1989 byl povýšen na archimandritu a stal se zástupcem rektora Moskevských duchovních škol pro administrativní práci.
Dne 16. listopadu 1990 byl jmenován inspektorem Moskevského duchovního semináře a 6. srpna 1991 rektorem Stavropolského duchovního semináře.
Dne 28. února 1994 se stal předsedou studijního výboru Svaté synody Ruské pravoslavné církve a byl současně jmenován na biskupa verejského a vikáře moskevské eparchie. Biskupské svěcení přijal 16. dubna 1994.
Dne 18. července 1995 byl ustanoven rektorem Moskevských duchovních škol a 18. července 1998 se stal znovu předsedou studijního výboru.
Dne 28. února 2000 byl patriarchou Alexijem II. povýšen na arcibiskupa.
Dne 11. dubna 2004 mu byl udělen akademický titul profesora Moskevské teologické akademie.
Dne 29. května 2018 byl ustanoven nejvyšším představitelem Estonské pravoslavné církve Moskevského patriarchátu a 3. června 2018 jej patriarcha Kirill povýšil na metropolitu. Tímto mu náleží titul metropolita Tallinu a celého Estonska.

## Řády a vyznamenání

### Církevní
- 1985 – Medaile přepodobného Sergija Radoněžského 2. třídy
- 1994 – Řád svatého Sávy Srbského 3. třídy (Srbská pravoslavná církev)
- 1997 – Řád apoštolům rovného knížete sv. Vladimíra 3. třídy
- 2004 – Řád přepodobného Sergija Radoněžského 2. třídy
- 2007 – Řád svatého blahověrného knížete Daniela Moskevského 2. třídy
- 2011 – Řád svatého Kirila Turovského 1. třídy (Bulharská pravoslavná církev)
- 2017 – Řád svatého Innokentija Moskevského 2. třídy
- 2019 – Řád svatého Alexije Moskevského 3. třídy

### Světské
- 2008 – Řád přátelství
- 2016 – Čestný odznak Ministerstva zahraničních věcí Ruska „Za interakci“
- 2016 – Řád cti